# Karlovac
Karlovac er en by i Kroatien som ligger 86 km fra Zagreb i retning mod Adriaterhavet.
Den 13. juli 1579 begyndte byggeriet af Karlovac-fortet, der som en del af Militærgrænsen skulle bruges som værn mod de tyrkiske erobrere. Fortet byggedes af rigmandsfamilien Zrinski ved den gamle by Dubovci under opsyn af bygmester Martin Gambon. Fortet, som voksede til by, fik navnet Karlovac (Carlstadt) til ære for grundlæggeren, den østrigske hertug Karl af Habsburg.
I det 16. og det 17. århundrede var det militæret, som styrede fortet og byen, som langsomt skiftede udseende. En storbrand ødelagde hele byen i 1594.
Byen blev tit udsat for epidemier, og den værste var pesten i 1773 som halverede indbyggertallet. Byen var belejret syv gange af tyrkerne, uden at det lykkedes dem at erobre byen. Den sidste belejring fandt sted i 1672.
Byen var styret af strenge militærlove, og det forhindrede byens udvikling, da de begrænsede fri handel. Byens indbyggere var utilfredse med militærstyret og anmodede om, at Karlovac skulle være en fri by, og at der indførtes civilt styre. Efter gentagne opfordringer blev der den 6. december 1693 indført et begrænset civilt styre. Det viste sig hurtigt, at det ikke var nok, og at militærets indflydelse stadigvæk var alt for stor, så indbyggerne forlangte på et møde den 25. februar 1770, at byen skulle erklæres som fri kongeby og at det kroatiske kystområde skulle returneres til Kroatien.
Efter mange diskussioner besluttede dronning Maria Theresia den 9. august 1776, at byen samt havnen Rijeka returneredes til Kongeriget Kroatien, og at byen fik status som fristad.